# Elemér Hantos

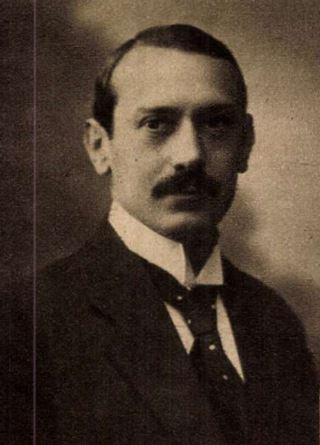
Elemér Hantos (vor 1930)

Elemér Hantos (geboren als Elemér Hecht; * 12. November 1881 in Budapest; † 28. Juni oder 28. Juli 1942 ebenda) war ein ungarischer Jurist, Ökonom und Wirtschaftspolitiker.

## Studium und Karriere
Hantos studierte in Budapest, Leipzig, Paris und Cambridge Rechts- und Staatswissenschaften. Erste Bekanntheit erlangte er aber als Finanzexperte. Ab 1904 war er Redakteur der Fachzeitschriften Pénzintézeti Szemle und Pénzügyi Szemle. In der Zwischenkriegszeit unterrichtete er Finanzwissenschaften an der Budapester Universität. Das eröffnete ihm neben der akademischen und politischen Laufbahn den Zugang zu gut bezahlten Posten in der Finanzwirtschaft. 1918 wurde Hantos Präsident der ungarischen Postsparkasse (Postatakarékpénztár), und er war Mitglied in verschiedenen Gremien anderer Banken und Interessensverbände. Ab 1924 vertrat er Ungarn als Sachverständiger für Wirtschaftsfragen beim Völkerbund in Genf.

## In der Politik
Zwischen 1910 und 1918 war Hantos Parlamentsabgeordneter der neu gegründeten, regierungsnahen Partei der Nationalen Arbeit. Als Finanz- und Wirtschaftsexperte wurde er 1917 Politischer Staatssekretär im Handelsministerium. Im selben Jahr nahm er, wie auch sein politischer und publizistischer Weggefährte Gusztáv Gratz, an den Verhandlungen über eine Deutsch-österreichische Zollunion teil, die zu den Salzburger Vereinbarungen führten. Später erklärte er sich zufrieden damit, dass eine vollständige Zollunion nicht zustande gekommen war. Diese hätte nur den imperialistischen Kriegszielen des Deutschen Reiches gedient.

## Als Publizist und Wissenschaftler
Ab Ende des Ersten Weltkriegs konzentrierte sich Hantos auf die wissenschaftliche und publizistische Arbeit. In Monografien und Aufsätzen untersuchte er verschiedene Probleme, die sich Ungarn und den anderen Nachfolgestaaten der Monarchie durch den Zerfall des gemeinsamen Wirtschaftsgebiets nach 1918 stellten. Die neuen Staatsgrenzen waren wegen der weit verbreiteten Schutzzollpolitik und wegen der forcierten Industrialisierungspolitik der überwiegend agrarisch geprägten Nachbarstaaten zu enormen Hindernissen für den regionalen Handel geworden.
Hantos propagierte verschiedene Formen der regionalen Wirtschaftskooperation zwischen Ungarn und seinen Nachbarn, als Hochschullehrer, als Publizist, sowie als Wirtschaftsexperte der Paneuropa-Union und einer ihrer bekanntesten Repräsentanten in Ungarn. Um die Nachfolgewährungen der Krone zu stabilisieren, schlug er gemeinsam mit Georg Gothein die Einführung eines gemeinsamen Münzfußes für die Währungen der Nachfolgestaaten vor. Eine verstärkte Zusammenarbeit in Binnenschifffahrt, Postwesen und Eisenbahnverkehr sollte die wirtschaftliche Arbeitsteilung der Donaustaaten wiederherstellen.

## Mitteleuropäische Wirtschaftstagung und Mitteleuropa-Institute
Hantos war aber kein Verfechter des unbegrenzten Freihandels. 1925 rief er mit Julius Meinl die Mitteleuropäischen Wirtschaftstagungen, also den späteren Mitteleuropäischen Wirtschaftstag, zur Förderung einer regionalen Zusammenarbeit ins Leben. Er wünschte sich eine graduelle Annäherung und gegenseitige wirtschaftliche Öffnung nur der Donaustaaten, explizit ohne Deutschland. Das führte ihn 1931 in einen Konflikt mit der Deutschen Gruppe im Mitteleuropäischen Wirtschaftstag und ihrem Repräsentanten Max Hahn.
Hantos’ Position gegenüber den deutschen Vertretern war in den 1930er Jahren nicht mehr haltbar. Er konzentrierte sich nun auf die Etablierung einiger neuer Forschungseinrichtungen, den in Wien (1929), Brünn (1929) und Budapest (1930/1931) entstehenden Mitteleuropa-Institute und einem Centre d’Études de l’Europe Centrale in Genf. Eine erste Satzung für die Mitteleuropa-Institute hatte Hantos schon 1926 vorgestellt.
Aber im Zuge der aufkommenden Weltwirtschaftskrise blieben diesen Instituten trotz Publikationstätigkeit wenig Möglichkeiten zur aktiven Einflussnahme auf die Wirtschaftspolitik in der Region. Neben dem Widerstand der Deutschen Gruppe sah sich Hantos dem Desinteresse der Nachbarländer gegenüber, wo wegen seiner Theorie einer vorteilhaften Rolle internationaler Kartelle als Lobbyist im Dienste der ungarischen Banken und Großindustrie galt. Ab Mitte der 1930er Jahre trat er immer seltener öffentlich hervor.

## Werke (Auswahl)
- Die Zukunft des Geldes. F. Enke, Stuttgart 1921.
- Die Handelspolitik in Mitteleuropa. Fischer, Jena 1925.
- Das Kulturproblem in Mitteleuropa. F. Enke, Stuttgart 1926.
- Die Weltwirtschaftskonferenz. Probleme und Ergebnisse. Gloeckner, Leipzig 1928.
- Europäischer Zollverein und Mitteleuropäische Wirtschaftsgemeinschaft. Organisation Verlagsgesellschaft, Berlin o. J. [1928].
- Mitteleuropäische Eisenbahnpolitik. Zusammenschluss der Eisenbahnsysteme von Deutschland, Österreich, Ungarn, Tschechoslowakei, Polen, Rumänien und Jugoslawien. W. Braumüller, Wien/Leipzig 1929.
- Mitteleuropäischer Postverein. W. Braumüller, Wien/Leipzig 1929.
- Die Rationalisierung der Weltwirtschaft. Mohr, Tübingen 1930.
- Mitteleuropäische Kartelle im Dienste des industriellen Zusammenschlusses. Organisation Verlagsgesellschaft, Berlin 1931.
- Das mitteleuropäische Agrarproblem und seine Lösung. Organisation Verlagsgesellschaft, Berlin 1931.
- Die Neuordnung des Donauraumes. C. Heymann/Österreichischer Wirtschaftsverlag, Berlin/Wien 1935.